# ۲۱ (میلادی)
۲۱ (میلادی) بیست و یکمین سال تقویم میلادی است.

## رویدادها
بر اساس مکان
امپراتوری روم
- امپراتور تیبریوس برای چهارمین بار به مقام کنسولی روم رسید.[۱]
- رومی‌ها یک ایالت حائل در قلمرو کوادی، در جنوب اسلواکی، ایجاد کردند.[۲]
- سربازخانه‌هایی برای گارد پرتورین، در کویرینال (واقع در هفت تپه رم) ساخته شدند.[۳]

کره
- پادشاه دائه‌سو از دانگ بویو در نبردی علیه ارتش گوگوریو، به رهبری سومین حاکم آن، پادشاه تموشین، کشته شد.[۴]

بر اساس موضوع
هنر و علم
- ساخت قلم و ابزارهای فلزی نوشتاری در رم آغاز می‌شود (تاریخ تقریبی).

## درگذشتگان
- آرمینیوس، رهبر نظامی ژرمنی (متولد ۱۸/۱۷ پیش از میلاد)

- کلوتوریوس پریسکوس، شاعر رومی (متولد حدود ۲۰ پیش از میلاد)

- دائه‌سو از دانگ‌ بویو، پادشاه کره (متولد ۶۰ پیش از میلاد)

- مارکوس والریوس مسالا بارباتوس، کنسول روم (متولد ۱۱ پیش از میلاد)

- پوبلیوس سولپیسیوس کویرینیوس، فرماندار رومی (متولد حدود ۵۱ پیش از میلاد)

- وانگ (یا شیائومو)، ملکه چینی دودمان شین